# Kein Mord, kein Totschlag
Kein Mord, kein Totschlag ist ein deutscher Dokumentarfilm von Uwe Schrader aus dem Jahr 1985. Der Film wurde in Berlin-Wedding gedreht, meist nachts, auf höchstempfindlichen Filmmaterial und aus der Hand. Er verzichtet bewusst auf Kommentar und Interview und enthält keine Wertungen, die Kamera fungiert lediglich als Beobachter.

## Handlung
Nachts, zwei Streifenwagen vor einer hell erleuchteten Bar. Ein Mann wird verhaftet und ins Gefängnis gebracht. Wenige Straßen weiter, eine junge Frau hat sich in der Wohnung ihres Freundes aus Liebeskummer die Pulsadern aufgeschnitten. Dinge, wie sie tagtäglich überall passieren, und von denen doch normalerweise niemand Notiz nimmt.

## Hintergrund
Wie Schrader 1985 der Fachzeitschrift Film & TV Kameramann verrät, habe er bewusst auf Kommentar und die üblichen Interviews verzichtet, alles sollte sich aus den Szenen selbst erklären. Außerdem versuchte der Regisseur einen Dokumentarfilm quasi spielfilmhaft zu drehen, also eine spielfilmartige Auflösung zu erreichen, ohne jedoch in den Ablauf einzugreifen. Schrader im Interview: „Bei einem solchen Film muss man sich extrem auf die Leute einstellen. Diese Art von Dreh soll ja für sie auch eher etwas Beiläufiges haben. Ich will ja nicht manipulierend in das Geschehen eingreifen, sondern vor allem eine Atmosphäre herstellen, in der die Menschen sich so verhalten, wie sie es normalerweise auch tun würden. Mein vorrangiges Interesse war schon immer, den Szenen ihr ‚Leben‘ zu erhalten. Dem muss sich auch die Technik unterordnen.“

## Kritiken
„‚Des’n Moloch, die Stadt‘, sagt traurig ein Vater, dessen Tochter verschwunden ist, aber eher auf der Flucht vor den Schlägen der Mutter. Uwe Schraders Reportage zeigt Menschen in der Stadt Berlin, doch die Stadt ist gleichsam nur eine Folie, sie ist gewiss immer gegenwärtig, schon auf der Tonspur, durch den Jargon, der hier gesprochen wird, aber sie ist kein Beweisstück und sie wird nicht angeklagt. Wir werden auf den Wedding geführt, im Norden der Stadt, in ein Arbeiterviertel, weit ab von Kudamm und Grunewald. Schrader beobachtet Polizisten, Feuerwehrleute, Sanitäter bei der Arbeit: eine klassische Reportagesituation. Schwer eigentlich zu beschreiben, wie es Uwe Schrader schafft, die sich ergebenden Situationen beobachtend zu filmen, ohne dass ich als Zuschauer mir wie ein Voyeur vorkomme. Denn ich dringe ja ein in privateste Tragödien: der Selbstmord-Versuch aus Verzweiflung, die vorläufige Festnahme wegen Diebstahls, die Sicherstellung eines Radiogerätes als ‚Lärmquelle‘, die Schlichtung einer Auseinandersetzung, die schon mit Messern geführt wurde. Die Kamera ermöglicht eine Nähe, die ich niemals hätte, wäre ich selbst mitten drin im Geschehen, sie macht mich aber – paradox – auch zum distanzierten Beobachter, der ein Urteil fällen kann und zugleich mit den Menschen fühlt, die er auf dem Bildschirm sieht: nein, kein gnädiges Mitleid, eher so etwas wie Verbundenheit. Uwe Schrader hat dies ermöglicht, in dem er sich ganz zurückhielt als Filmautor, in dem er nur durch die Kamera, mit der Kamera zu mir spricht. Ein exemplarischer Film.“

„Lebte schon Kanakerbraut von seiner hervorragenden unaufdringlichen Mischung aus Dokumentation und Spielhandlung vor allem durch die Zusammenarbeit von Regie und Kamera, zeigt auch Kein Mord, kein Totschlag, dass es möglich sein kann, authentisch, aber nicht denunzierend zu filmen.“ „Auf jeden Fall gucken!“

## Auszeichnungen
- Internationale Hofer Filmtage 1985
- International Film Festival Rotterdam 1986
- Internationales Film Festival Haifa 1987